# Tarner
Tarner est une île du Royaume-Uni située en Écosse.